# Frédéric Dutoit
Pour les articles homonymes, voir Dutoit.
Frédéric Dutoit, né le 26 mai 1956 à Marseille (Bouches-du-Rhône), est un homme politique français. Membre du Parti communiste français, il est maire du huitième secteur de Marseille de 2001 à 2008 et député des Bouches-du-Rhône de 2002 à 2007.

## Biographie
En 1995, Guy Hermier, alors maire du 8e secteur, nomme Frédéric Dutoit premier adjoint. Il est élu conseiller régional aux élections de 1998. À la mort de Guy Hermier en août 2001, il prend sa succession en tant que maire, puis en tant que député lorsqu'il est élu député de la quatrième circonscription des Bouches-du-Rhône le 16 juin 2002. Pour se conformer à la loi sur le cumul des mandats, il démissionne du conseil régional.
Aux élections législatives de 2007, il est battu au premier tour, puisqu'il n'obtient que 18,96 % des votants, soit 9,71 % des inscrits (en dessous des 12,5 % requis). Pour la première fois depuis 80 ans, le PCF n'a plus de député à Marseille.

## Mandats
- 16/03/1998 - 05/08/2002 : Conseiller régional de Provence-Alpes-Côte d'Azur
- 18/03/2001 - 16/03/2008 : Conseiller municipal de Marseille
- 08/2001 - 16/03/2008 : Maire de secteur de Marseille (8e secteur), Bouches-du-Rhône
- 16/06/2002 - 17/06/2007 : Député de la quatrième circonscription des Bouches-du-Rhône
- 03/2008 - 03/2014 : Conseiller municipal de Marseille